# فهرست مجله‌های پرستاری
این فهرست شامل مجله‌های پرستاری می‌باشد.
| نام مجله به انگلیسی                                                     | نام مجله به فارسی                               | زبان         | تداوم انتشار  | شماره استاندارد | آدرس سایت | تصویر جلد |
| ----------------------------------------------------------------------- | ----------------------------------------------- | ------------ | ------------- | --------------- | --------- | --------- |
| AAACN Viewpoint                                                         | مجله دیدگاه آکادمی آمریکایی پرستاری مراقبت سیار | زبان انگلیسی | دوماهنامه     | ۰۰۰۶-K17B       | Home page |           |
| Nursing Standard                                                        | مجله استاندارد پرستاری                          | زبان انگلیسی | هفتگی         | ۰۰۲۹–۶۵۷۰       | Home page |           |
| AACN Nursing Scan in Critical Care                                      |                                                 | زبان انگلیسی |               |                 |           |           |
| AAOHN Journal                                                           | مجله انجمن پرستاران بهداشت حرفه‌ای آمریکا        | زبان انگلیسی | ناقص ناقص است |                 | Home page |           |
| Advance for Nurse Practitioners and Physician Assistants                | پیشرفت برای پرستار و دستیاران پزشکی             | زبان انگلیسی | ماهنامه       | ۱۰۹۶–۶۲۳۳       | Home page |           |
| Advances in Neonatal Care                                               | پیشرفت در مراقبت از نوزادان                     | زبان انگلیسی |               |                 | Home page |           |
| AORN Journal                                                            | ای‌اورن ژورنال                                   | زبان انگلیسی |               |                 | Home Page |           |
| Australian Journal Of Advanced Nursing                                  | ژورنال استرالیایی پرستاری پیشرفته               | زبان انگلیسی |               |                 |           |           |
| BMC Nursing                                                             | مجله بی‌ام‌سی نرسینگ                              | زبان انگلیسی |               |                 | Home Page |           |
| British Journal of Cardiac Nursing                                      | مجله بریتانیایی پرستاری قلب                     | زبان انگلیسی |               |                 | Home page |           |
| British Journal of Community Nursing                                    | مجله بریتانیایی پرستاری عمومی                   | زبان انگلیسی |               |                 | Home page |           |
| Canadian Journal of Nursing Research                                    | مجله کانادایی پژوهش‌های پرستاری                  | زبان انگلیسی |               |                 | Home page |           |
| Cancer Nursing Practice                                                 | مجله حرفه پرستاری سرطان                         | زبان انگلیسی |               |                 | Home Page |           |
| en:Clinical Nurse Specialist: The Journal for Advanced Nursing Practice | کارشناس پرستار بالینی: مجله پرستاری حرفه‌ای      | زبان انگلیسی |               |                 | Home Page |           |
| Emergency Nurse (magazine)                                              | پرستار اورژانس (مجله)                           | زبان انگلیسی |               |                 |           |           |
| Evidence-Based Nursing (journal)                                        | مجله پرستاری بر پایه شواهد                      | زبان انگلیسی |               |                 | Home Page |           |
| Gastrointestinal Nursing                                                | مجله پرستاری دستگاه گوارشی                      | زبان انگلیسی |               |                 | Home Page |           |
| Human Resources for Health                                              | مجله منابع انسانی برای تندرستی                  | زبان انگلیسی |               |                 | Home Page |           |
| en:International Emergency Nursing                                      | مجله بین‌المللی پرستاری اورژانس                  | زبان انگلیسی |               |                 | Home Page |           |
| en:International Journal of Nursing Terminologies and Classifications   | ژورنال بین‌المللی واژه‌شناسی و طبقه‌بندی پرستاری   | زبان انگلیسی |               |                 |           |           |
| Issues in Mental Health Nursing                                         | مجله مقاله‌هایی در پرستاری سلامت روان            | زبان انگلیسی |               |                 | Home Page |           |
| Journal of Addictions Nursing                                           | مجله پرستاری اعتیادها                           | زبان انگلیسی |               |                 | Home Page |           |
| Journal of Advanced Nursing                                             | مجله پرستاری پیشرفته                            | زبان انگلیسی |               |                 | Home page |           |
| Journal of the Association of Nurses in AIDS Care                       | ژورنال انجمن پرستاران مراقبتهای ایدز            | زبان انگلیسی |               |                 |           |           |
| Journal of Holistic Nursing                                             | ژورنال پرستاری کل‌گرا                            | زبان انگلیسی |               |                 |           |           |
| Journal of Nursing Education                                            | ژورنال آموزش پرستاری                            | زبان انگلیسی |               |                 |           |           |
| Journal of Obstetric, Gynecologic, & Neonatal Nursing                   | ژورنال پرستاری زنان، زایمان و نوزادان           | زبان انگلیسی |               |                 |           |           |
| en:Journal of Orthopaedic Nursing                                       | ژورنال پرستاری ارتوپدی                          | زبان انگلیسی |               |                 |           |           |
| en:Journal of PeriAnesthesia Nursing                                    | ژورنال پرستاری در بیهوشی                        | زبان انگلیسی |               |                 |           |           |
| en:Journal of Perinatal & Neonatal Nursing                              | ژورنال پرستاری پیش از تولد و نوزادی             | زبان انگلیسی |               |                 |           |           |
| en:Journal of Research in Nursing                                       | ژورنال پژوهش در پرستاری                         | زبان انگلیسی |               |                 |           |           |
| en:Learning Disability Practice                                         | یادگیری در معلولیت‌ها                            | زبان انگلیسی |               |                 |           |           |
| en:MCN: The American Journal of Maternal/Child Nursing                  | ژورنال آمریکایی پرستاری مادر/کودک               | زبان انگلیسی |               |                 |           |           |
| en:Mental Health Practice                                               | حرفه سلامت روان                                 | زبان انگلیسی |               |                 |           |           |
| en:Neonatal Network                                                     | شبکه نوزادان                                    | زبان انگلیسی |               |                 |           |           |
| Nurse Researcher                                                        | پرستار پژوهش‌گر (مجله)                           | زبان انگلیسی |               |                 | Home Page |           |
| en:Nursing in Practice                                                  | حرفه پرستاری                                    | زبان انگلیسی |               |                 | Home Page |           |
| en:Nursing Made Incredibly Easy                                         | پرستاری به شدت آسان شده                         | زبان انگلیسی |               |                 |           |           |
| en:Nursing Management (journal)                                         | مدیریت پرستاری (مجله)                           | زبان انگلیسی | ماهانه        | ۰۷۴۴–۶۳۱۴       | Home Page |           |
| Nursing Older People                                                    | پرستاری افراد کهنسال                            | زبان انگلیسی | ماهنامه       | ۱۴۷۲–۰۷۹۵       | Home Page |           |
| en:Nursing Times                                                        | تایمز پرستاری (مجله)                            | زبان انگلیسی |               |                 | Home Page |           |
| en:Orthopaedic Nursing (journal)                                        | پرستاری ارتوپدی (مجله)                          | زبان انگلیسی |               |                 | Home Page |           |
| en:Paediatric Nursing (journal)                                         | مجله بریتانیایی پرستاری کودکان                  | زبان انگلیسی |               |                 | Home Page |           |
| en:Pediatric Nursing (journal)                                          | مجله آمریکایی پرستاری کودکان                    | زبان انگلیسی |               |                 | Home Page |           |
| en:Primary Health Care (journal)                                        | مراقبت‌های اولیه بهداشتی (مجله)                  | زبان انگلیسی |               |                 | Home Page |           |
| The Journal for Nurse Practitioners                                     | مجله حرفه پرستاری                               | زبان انگلیسی |               |                 | Home Page |           |
| Western Journal of Nursing Research                                     | مجله غربی پژوهش‌های پرستاری                      | زبان انگلیسی | سالنامه       | ۰۱۹۳–۹۴۵۹       | Home Page |           |
| International Journal of Nursing Knowledge                              | مجله بین‌المللی دانش پرستاری                     | زبان انگلیسی |               | ۱۵۴۱–۵۱۴۷       | Home Page |           |